# 2005년 3월
| 2005년: 1월 · 2월 · 3월 · 4월 · 5월 · 6월 · 7월 · 8월 · 9월 · 10월 · 11월 · 12월 |

| <          | 2005년 3월 | 2005년 3월  | 2005년 3월 | 2005년 3월  | 2005년 3월 | >          |
| 일         | 월         | 화          | 수         | 목          | 금         | 토         |
|            |            | 1 1.21 갑신 | 2 22 을유  | 3 23 병술   | 4 24 정해  | 5 25 무자  |
| 6 26 기축  | 7 27 경인  | 8 28 신묘   | 9 29 임진  | 10 2.1 계사 | 11 2 갑오  | 12 3 을미  |
| 13 4 병신  | 14 5 정유  | 15 6 무술   | 16 7 기해  | 17 8 경자   | 18 9 신축  | 19 10 임인 |
| 20 11 계묘 | 21 12 갑진 | 22 13 을사  | 23 14 병오 | 24 15 정미  | 25 16 무신 | 26 17 기유 |
| 27 18 경술 | 28 19 신해 | 29 20 임자  | 30 21 계축 | 31 22 갑인  |            |            |

| 편집하기 |

## 2005년3월 28일
- 인도네시아의 수마트라섬 앞바다에서 규모 8.7의 강진이 일어나다.

## 2005년3월 25일
- 대한민국 18세 이하 청소년 축구 대표팀이 수원컵 청소년 축구 대회에서 이집트를 1:0으로 승리하였다.
- 2005년 일본 국제 박람회가 일본의 아이치현에서 개막되었다.
- 대한민국 해양수산부가 독도의 정식거리를 울릉도에서 87.1 km, 죽변에서 216.8km로 각각 2.1 km, 3,6 km 축소하여 발표하다.
- 한국방송공사에서 2TV가 꼬꼬마 텔레토비의 방송을 마쳤다.

## 2005년3월 24일
- 키르기스스탄에서 시민혁명이 성공하다 (레몬혁명).

## 2005년3월 23일
- 노무현 대통령은 '국민에게 드리는 글'을 발표했다. 이 서한은 최근 일본과의 독도분쟁과 교과서 왜곡을 이대로 놔두지는 않을 것임과, 본격적인 정부의 개입이 있을 것임을 천명했다.

## 2005년3월 20일
- 일본 후쿠오카 지방에서 진도 6의 지진이 발생했다. 이로 인해 대한민국 대부분의 지방에 지진이 감지되었고, 동해와 남해 연안에는 해일주의보가 발령되었다.

## 2005년3월 18일
- 대한민국 마산시의회에서 6월 19일을 대마도의 날로 정하는 조례를 통과시켰다.

## 2005년3월 17일
- 대한민국 정부는 독도 문제, 역사교과서 문제에 대한 최근 일본 정부의 행위에 강력하게 대응하겠다는 내용의 새로운 대일본 독트린을 발표하다.

## 2005년3월 16일
- 대한민국 문화재청에서 독도천연보호구역 관리지침을 개정해 일반인들의 독도관광을 허용하기로 하다.
- 일본 시마네현의회에서 2월 22일을 다케시마의 날로 정하는 조례[깨진 링크(과거 내용 찾기)]를 통과시켰다.

## 2005년3월 14일
- 새로운 경제부총리에 한덕수 씨가 임명되다.
- 중화인민공화국의 전국인민대표대회가 중화민국을 겨냥한 '반분열국가법'을 통과시키다.

## 2005년3월 13일
- 아르헨티나의 축구 선수 가브리엘 바티스투타가 현역 은퇴를 선언하다.

## 2005년3월 2일
- 대한민국 국회 본회의에서 호주제 폐지를 위한 민법 개정안이 통과되었다. 이로써 2008년 1월 1일부터 호주제가 폐지되었다.
- 대한민국 국회 본회의에서 행정도시특별법안이 통과되었다. 이에 한나라당 소속 일부 의원들이 강하게 반발했다.
- 중국 6자회담 수석대표인 우다웨이 중국 외교부 부부장이 방한하였다. 한국 측 대표와 만난 우다웨이 부부장은 최근 북핵 상황이 변하고 있다고 말했다.
- 조선민주주의인민공화국 외무성은 비망록을 통해 미국이 믿을 만한 성의를 보이고 행동하여 조건과 명분이 마련된다면 6자회담에 나설 것이라고 밝혔다.

## 2005년3월 1일
- 대한민국 노무현 대통령이 3·1절 기념사에서 일본의 배상을 촉구하여 파장이 일었다.
- 대한민국의 현대미디어그룹에서 소속되었던 방송채널사용사업자인 현대방송주식회사가 설립되었다.